# Trujui
Trujui es una ciudad de la provincia de Buenos Aires en Argentina. Es la segunda ciudad de importancia del partido de Moreno. A 28 km al oeste de la Ciudad de Buenos Aires formando parte de la Zona Oeste del Gran Buenos Aires. No hay que confundirse con el barrio "Trujui", que es un barrio de la localidad de Santa María (San Miguel).

## Ubicación
Trujui está dividido entre Moreno y San Miguel, aunque en este último, Trujui, se refiere a todo lo que está fuera de las localidades de San Miguel Centro, Muñiz y Bella Vista, siendo la denominación municipal como la localidad de Santa María, siendo todo lo que se encuentra al oeste de La Avenida Gaspar Campos en el partido de San Miguel hasta la calle Martín García, límite con el partido de Moreno.
Su traza urbana fue completada en 1973. El 13 de septiembre de 1919, el doctor Juan Francisco Arechavala compra parte de la "Estancia La Luz". La tierra fue dividida en 174 quintas, que luego dieron origen al pueblo de Trujui.

## Geografía

### Demografía
En 1991 tenía 73,303 habitantes (Indec, 1991), en 2001 94,608 habitantes (Indec, 2001), de los cuales el 50,1 % eran mujeres y el 49,9 % varones.

## Toponimia
"Trujui" proviene de la lengua Günün a yajüch del Pueblo Günün a küna (coloquialmente llamados Pampas Hets o Tehuelches septentrionales). La primera parte es trüjü (=chüjü =chüj) "médano" y la terminación üy =ay da la idea de "redondo"; el todo dice trüjüy "medano redondo". Es un mádano de arena llamado así en el partido de Lincoln donde el Dr. Arechavala, fundó en 1905, un haras modelo que denominó Trujui, para la reproducción de caballos de carrera.
En 1924, el Dr. Arechavala decide trasladar su haras "Trujui" del Partido de Lincoln, a sus nuevas tierras en el Partido de Moreno con lo cual introduce la denominación "Trujui" a la toponimia local.
Hasta aquí los datos oficiales, pero existen también informes escritos suministrados por Juan Manuel Arechavala, hijo de Juan Francisco, al historiador Rodolfo Garavagno, que confirman la existencia del Indio Trujuí en el año 1536, año en que se produjo la primera fundación de Buenos Aires por Don Pedro de Mendoza, y que el Cacique Trujuí afincado en Lincoln es un descendiente. Esta hipótesis, desarrollada en la novela El Indio Trujuí, escrita por el propio Rodolfo Garavagno,  publicada a mediados de los años '80 en el periódico Para Ud..!  obtuvo el respaldo de Juan Carlos Ocampo, historiador oficial de Moreno, como así también del Obispo de Morón, Monseñor Justo Laguna, quien escribió el prólogo. "El Indio Trujui" fue publicada en formato libro en el año 2022. También se cuestiona la fecha oficial de la fundación de Trujuí en el año 1942, porque como bien pueden testimoniarlo habitantes nacidos en este paraje muchos años antes, la fecha verdadera debería tomarse desde que Juan Francisco Arechavala realizó la fundación del haras, y no supeditar un momento tan trascendental a uno de los tantos loteos que se realizaron a lo largo de su historia. Tanto Inés Castagno, hija mayor del inmigrante español José Louro, capataz del haras y mano derecha de Arechavala, nacida en el casco original del establecimiento, hoy hogar de retiro espiritual Lestonac, como Armando Gaitan, nacido en una chacra del lugar, no avalaron la idea de que Trujuí haya sido fundada en 1942; puesto que ellos fueron dados a luz  en años anteriores.

## Barrios
La localidad cuenta con 28 barrios trujenses y sus nombres provienen mayoritariamente de tambos, huertos, quintas y plantaciones de las familias que ocuparon los terrenos de la localidad en la prehistoria de la misma.
| Barrio / Comuna  | Geolocalización             |
| ---------------- | --------------------------- |
| 3 de diciembre   | 34°36′48.9″ S 58°45′13.1″ O |
| Barrio 202       | 34°34′20.2″ S 58°45′36.7″ O |
| Cruce Castelar   | 34°35′4.9″ S 58°44′55.5″ O  |
| Cuatro Vientos   | 34°35′51.1″ S 58°45′42.2″ O |
| El Reencuentro   | 34°35′0.7″ S 58°46′21.7″ O  |
| Haras Trujui     | 34°34′4.6″ S 58°46′22.7″ O  |
| La Fortuna       | 34°34′57.6″ S 58°45′22.0″ O |
| La Granja        | 34°36′1.4″ S 58°44′42.4″ O  |
| Las Catonas      | 34°36′46.3″ S 58°45′29.6″ O |
| Las Flores       | 34°36′7.8″ S 58°45′6.2″ O   |
| Lomas de Mariló  | 34°36′14.8″ S 58°44′3.5″ O  |
| Lomas Verdes     | 34°34′39.7″ S 58°45′38.5″ O |
| Los Granados     | 34°36′16.7″ S 58°44′59.9″ O |
| Los Limones      | 34°36′17.6″ S 58°45′24.9″ O |
| Los Mirasoles    | 34°36′22.2″ S 58°44′53.3″ O |
| Los Paraísos     | 34°34′46.7″ S 58°44′59.3″ O |
| Parque Trujui    | 34°35′18.5″ S 58°44′37.3″ O |
| Pfizer           | 34°36′28.9″ S 58°45′29.8″ O |
| Puente Roca      | 34°36′29.3″ S 58°43′15.0″ O |
| San Ambrosio     | 34°35′42.3″ S 58°43′53.0″ O |
| San Cayetano     | 34°36′7.3″ S 58°46′5.6″ O   |
| Santa Brígida    | 34°33′51.3″ S 58°46′14.8″ O |
| Santa Paula      | 34°35′21.6″ S 58°45′20.4″ O |
| Villa Ángela     | 34°35′46.9″ S 58°45′3.7″ O  |
| Villa Malaver    | 34°35′44.9″ S 58°46′13.9″ O |
| Villa Trinidad   | 34°36′40.6″ S 58°44′2.6″ O  |
| Villanueva       | 34°34′59.8″ S 58°45′56.1″ O |
| Villanueva Nuevo | 34°35′13.6″ S 58°46′6.5″ O  |

## Comunicación por carretera
Desde la Ciudad de Buenos Aires, por Autopista 25 de Mayo (AU1) y antes del peaje tomar la Autopista Perito Moreno (AU6) a la derecha, hasta Avenida General Paz, donde se une con el Acceso Oeste, luego:
Opción 1: Bajar en la salida de la Ruta Provincial 23. Ir por Ruta 23 hacia San Miguel hasta llegar hasta Avenida Néstor Kirchner.
Opción 2: Tomar el enlace hacia Camino Parque del Buen Ayre y pasando el peaje, bajar en la salida de Martín Fierro con dirección hacia el Río de la Reconquista donde se une con la Avenida Nestor Kirchner.

## Distancias
- Moreno 8,4 km
- San Miguel 6,0 km
- Ciudad de Buenos Aires 28 km
- Merlo 15,0 km.
- Acceso Oeste 6,6 km
- Acceso Norte 17,6 km

## Parroquias de la Iglesia católica en Trujui
| Parroquia                 | Barrio     | Ubicación          |
| ------------------------- | ---------- | ------------------ |
| Nuestra Señora de Lourdes | Villanueva | Magdalena 1750     |
| Nuestra Señora de Itatí   | La Granja  | Juan Vucetich 6660 |